# Gorgier
Gorgier [ɡɔrʒje] est une localité de La Grande Béroche et une ancienne commune suisse du canton de Neuchâtel, située dans la région Littoral.

## Géographie

Vue aérienne de Gorgier (1949).

Gorgier s'étend sur 13,98 km2. 8,3 % de cette superficie correspond à des surfaces d'habitat ou d'infrastructure, 33,3 % à des surfaces agricoles, 56,2 % à des surfaces boisées et 2,2 % à des surfaces improductives.
Le territoire de l'ancienne commune de Gorgier fait partie de la Béroche et comprend les localités de Gorgier et de Chez-le-Bart. La commune était limitrophe des communes de Saint-Aubin, Montalchez, Bevaix, Boudry et Noiraigue.

## Environnement naturel
Gorgier est bordée au sud par le lac de Neuchâtel et au nord par les contreforts du Creux-du-Van.

Lac de Neuchâtel
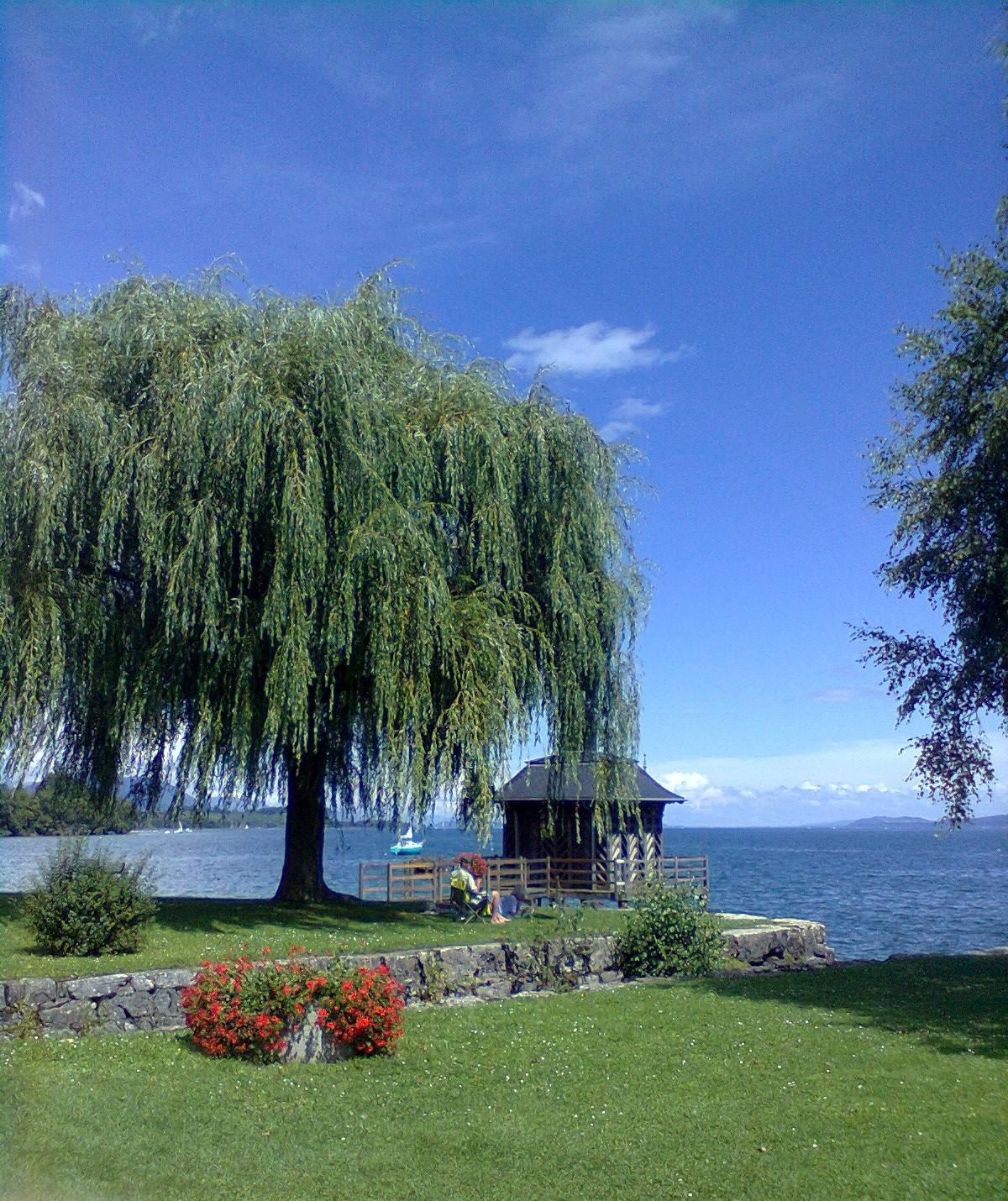
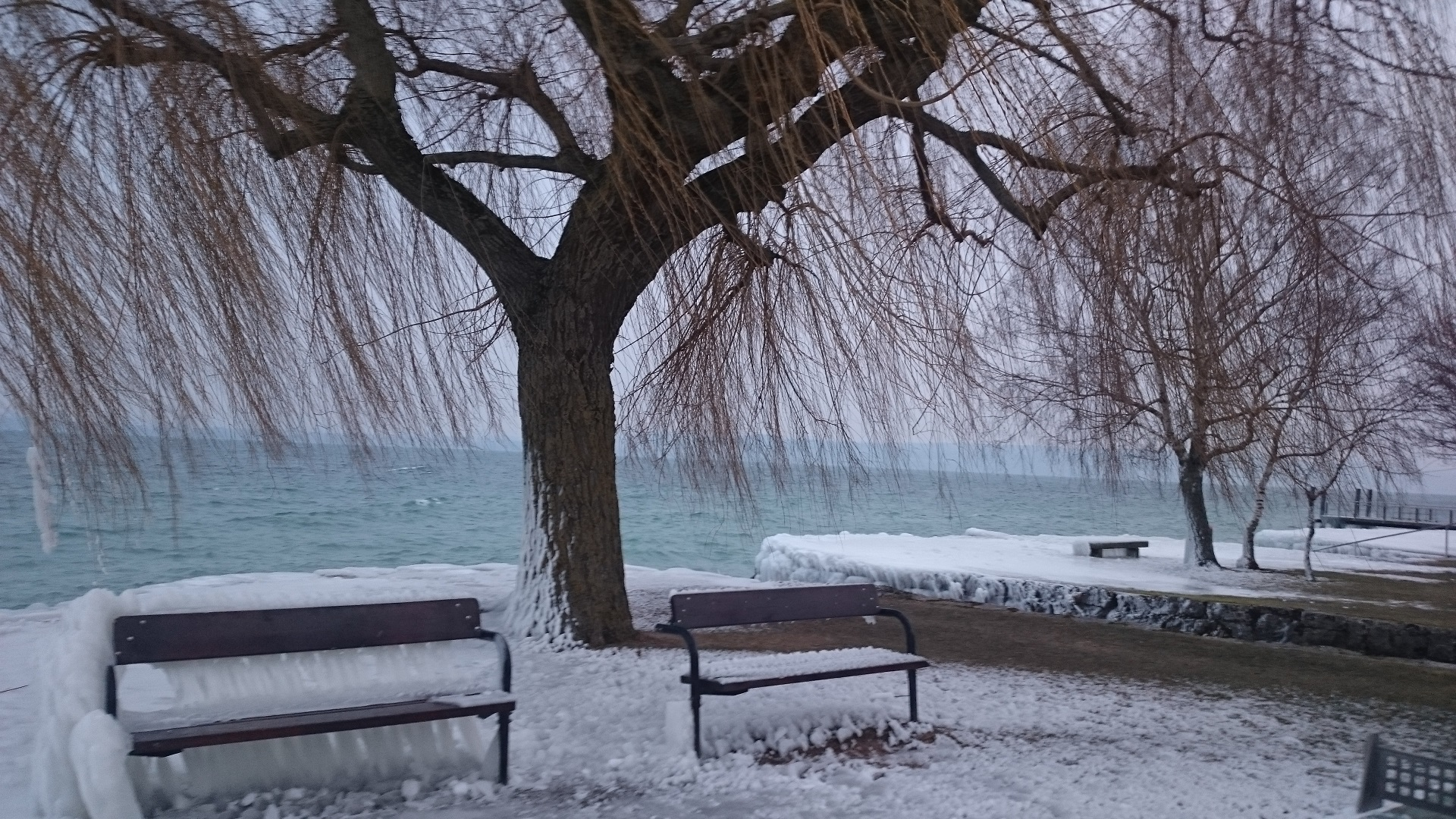

Creux-du-Van
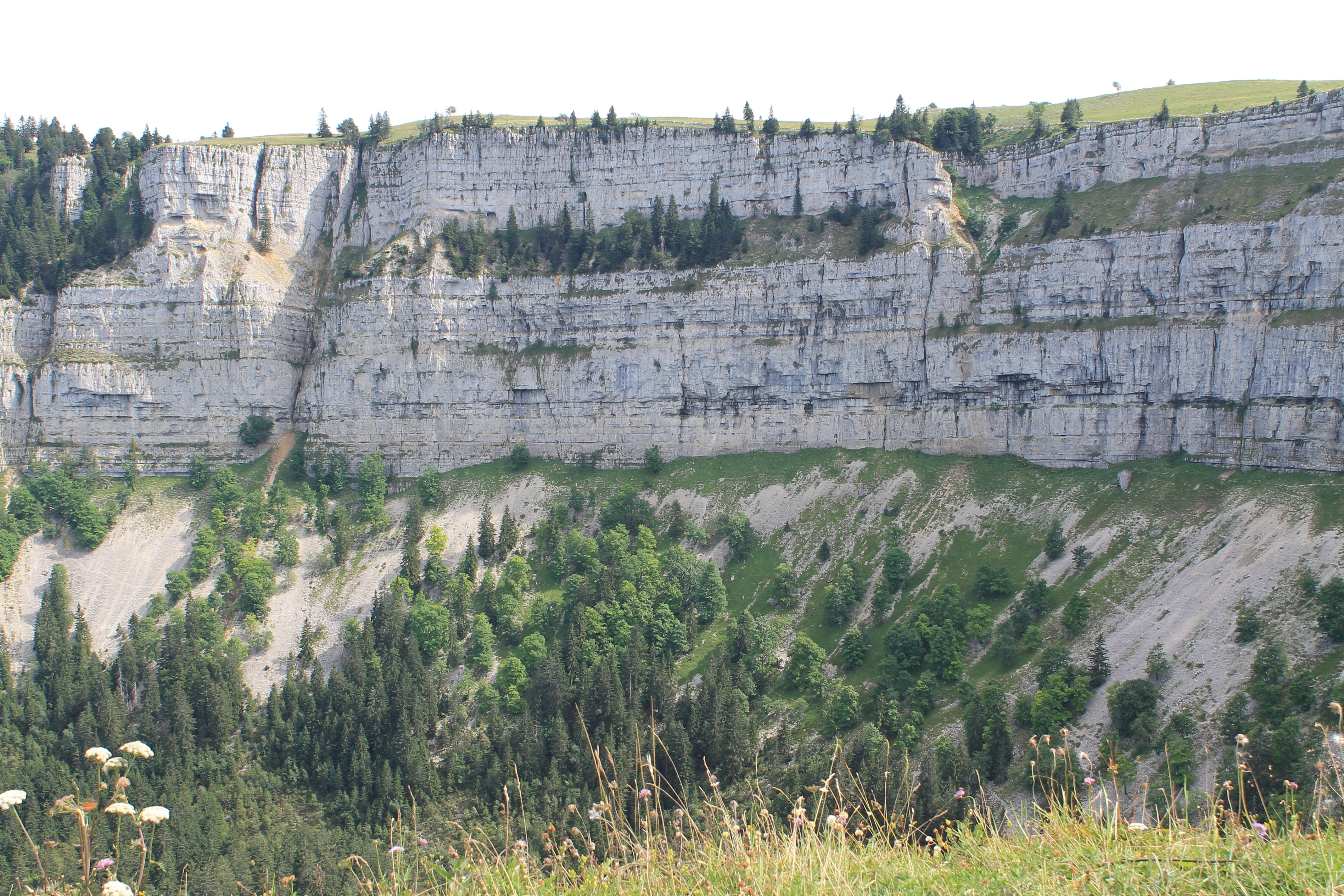
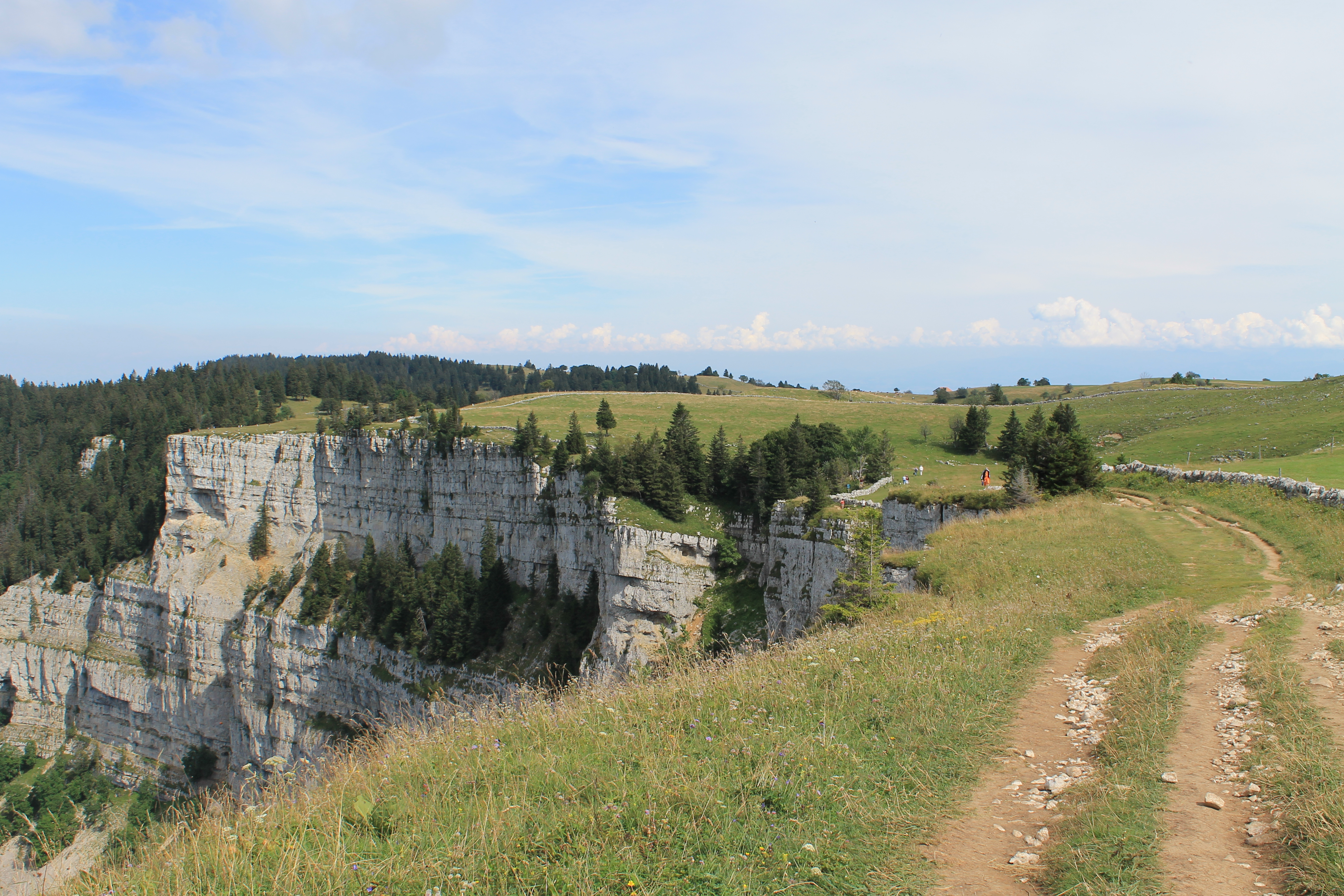
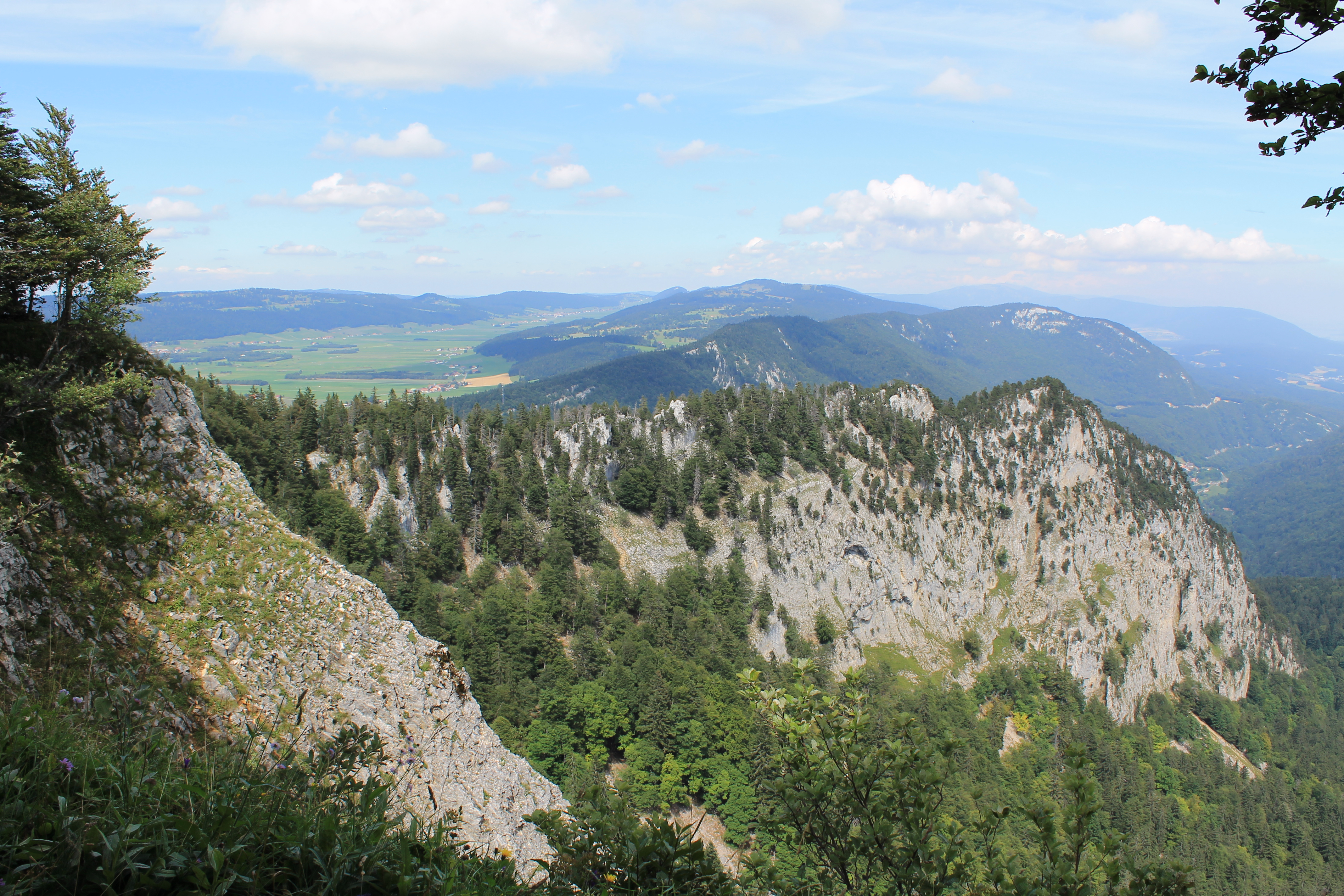

## Toponymie
Le nom de la localité, qui se prononce [ɡɔrʒje], dérive du nom de personne latin Gordius et du suffixe celtique -acum et désigne un domaine que possédait une famille ou un clan du nom de Gordius.
Sa première occurrence écrite date de 1252, sous la forme de Corgie.
La localité se nomme Gordzî [ɡɔrˈdziː] en patois neuchâtelois,.

## Histoire
Chef-lieu d'une seigneurie comprenant La Béroche, Saint-Aubin, Sauges, Fresens et Montalchez, elle bénéficiait à l'origine de l'immédiateté impériale avant d'être soumise aux maisons de Savoie-Vaud et de Neuchâtel.
Le 1er janvier 2018, Gorgier fusionne avec les communes de Bevaix, Saint-Aubin-Sauges, Montalchez, Vaumarcus et Fresens pour donner naissance à la nouvelle commune de La Grande Béroche.

## Population et société

### Surnoms
Les habitants de la localité sont surnommés les Bélins et les Éclafeurs, soit les béliers et ceux qui frappent facilement en patois neuchâtelois.

### Démographie
Gorgier compte 2 021 habitants fin 2023. Sa densité de population atteint 145 hab./km2.
Le graphique suivant résume l'évolution de la population de Gorgier entre 1850 et 2008 :

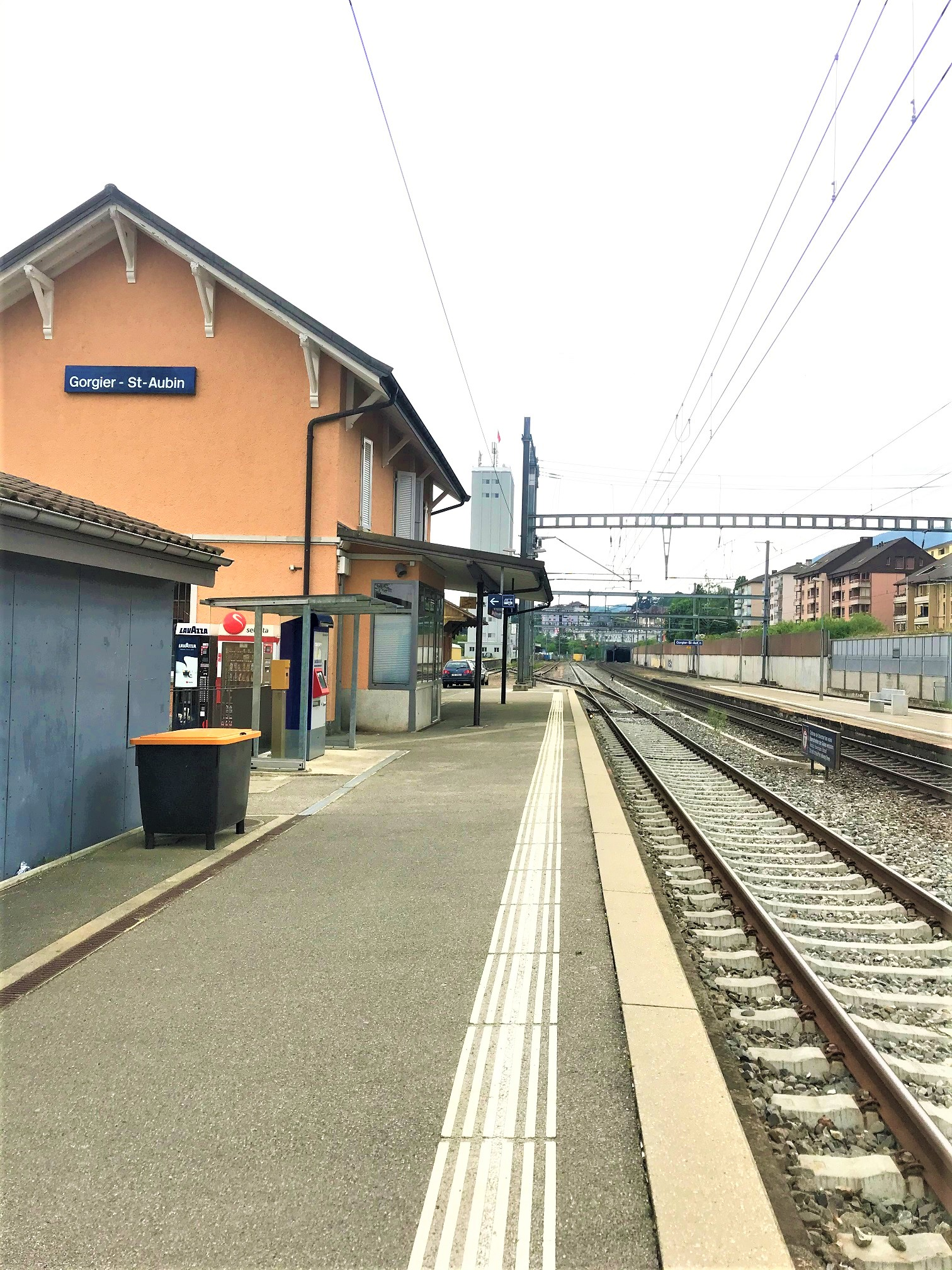
Gare de Gorgier - Saint Aubin.

## Transport
La commune dispose d'une gare opérée par les Chemins de fer fédéraux.

## Centre pénitentiaire
Depuis 1994, Gorgier accueille une institution pénitentiaire fermée de 65 places, l'établissement d'exécution des peines de Bellevue (EEPB).
Les relations entre les habitants de la commune et la prison sont parfois difficiles, comme lors de l'affaire du palmier,,.

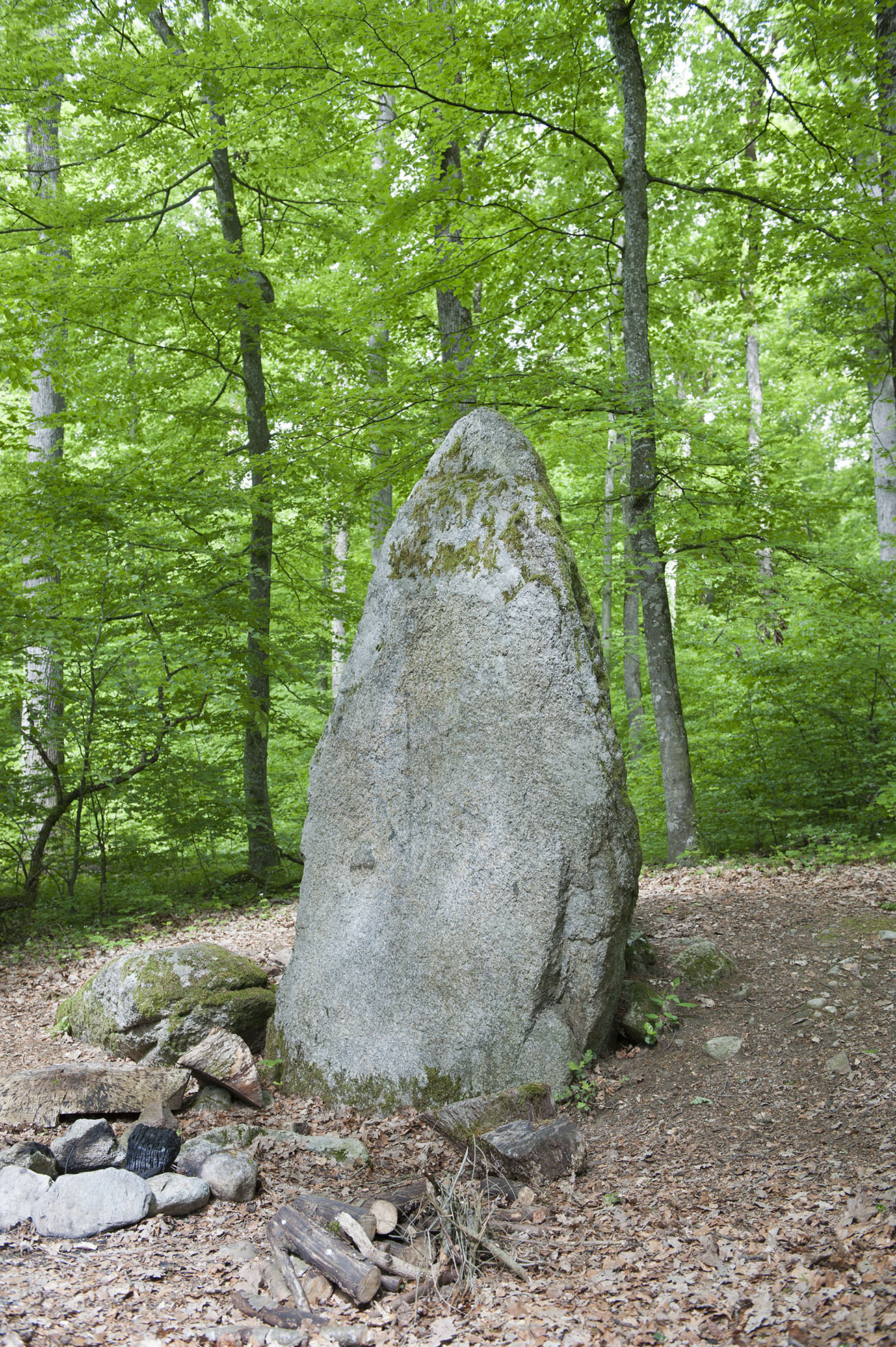
Le grand menhir de la forêt du Devens.

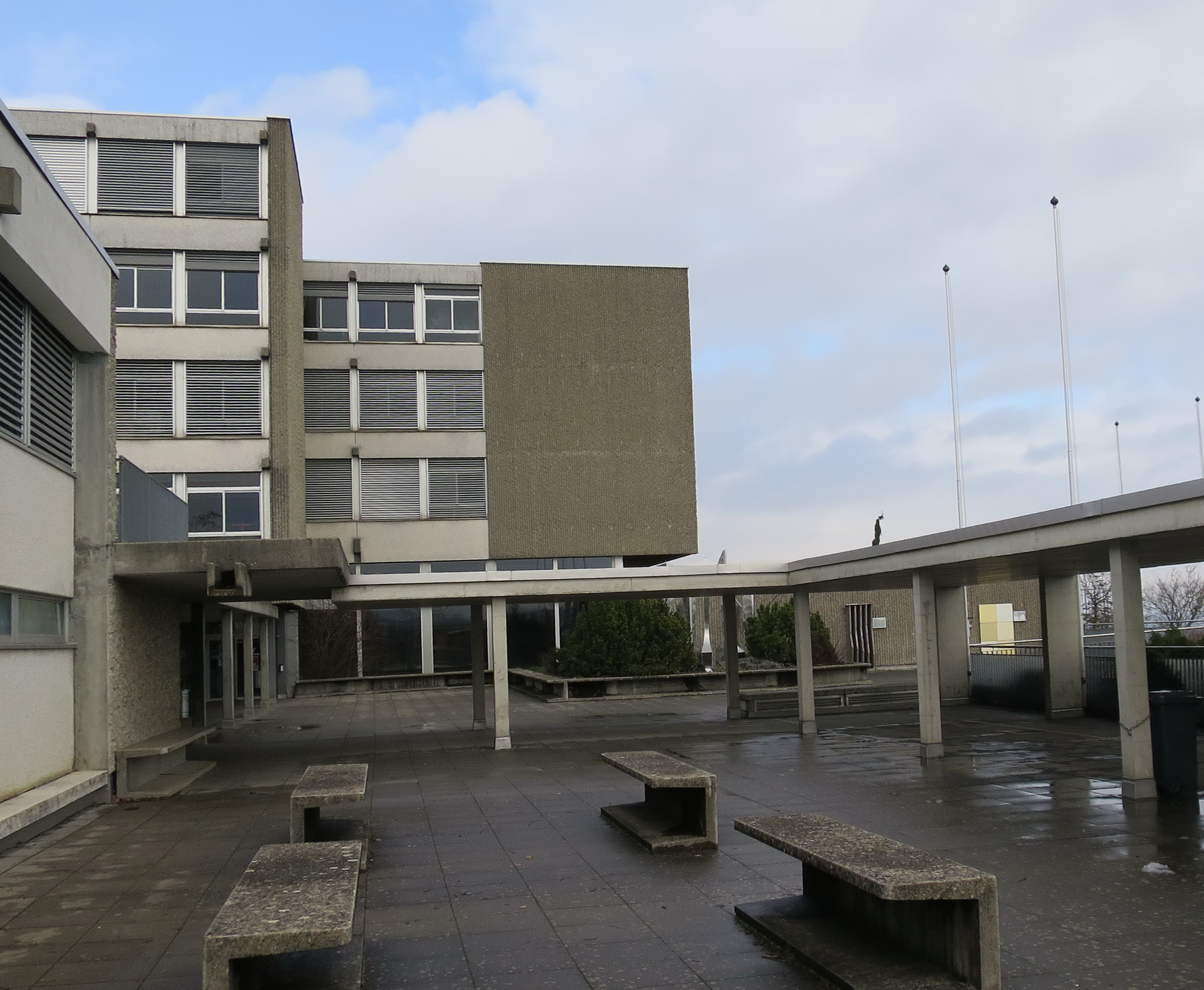
La terrasse du collège des Cerisiers.

## Monuments
- Les menhirs et blocs erratiques dans la forêt du Devens (menhirs de la forêt du Devens, Pierres du Guénégou).
- L'hôtel des Tilleuls, construit au XIXe siècle.
- Le collège des Cerisiers, un complexe scolaire réalisé par l'architecte Alfred Habegger de 1972 à 1976, après avoir remporté le concours organisé en 1972[10].

### Le château

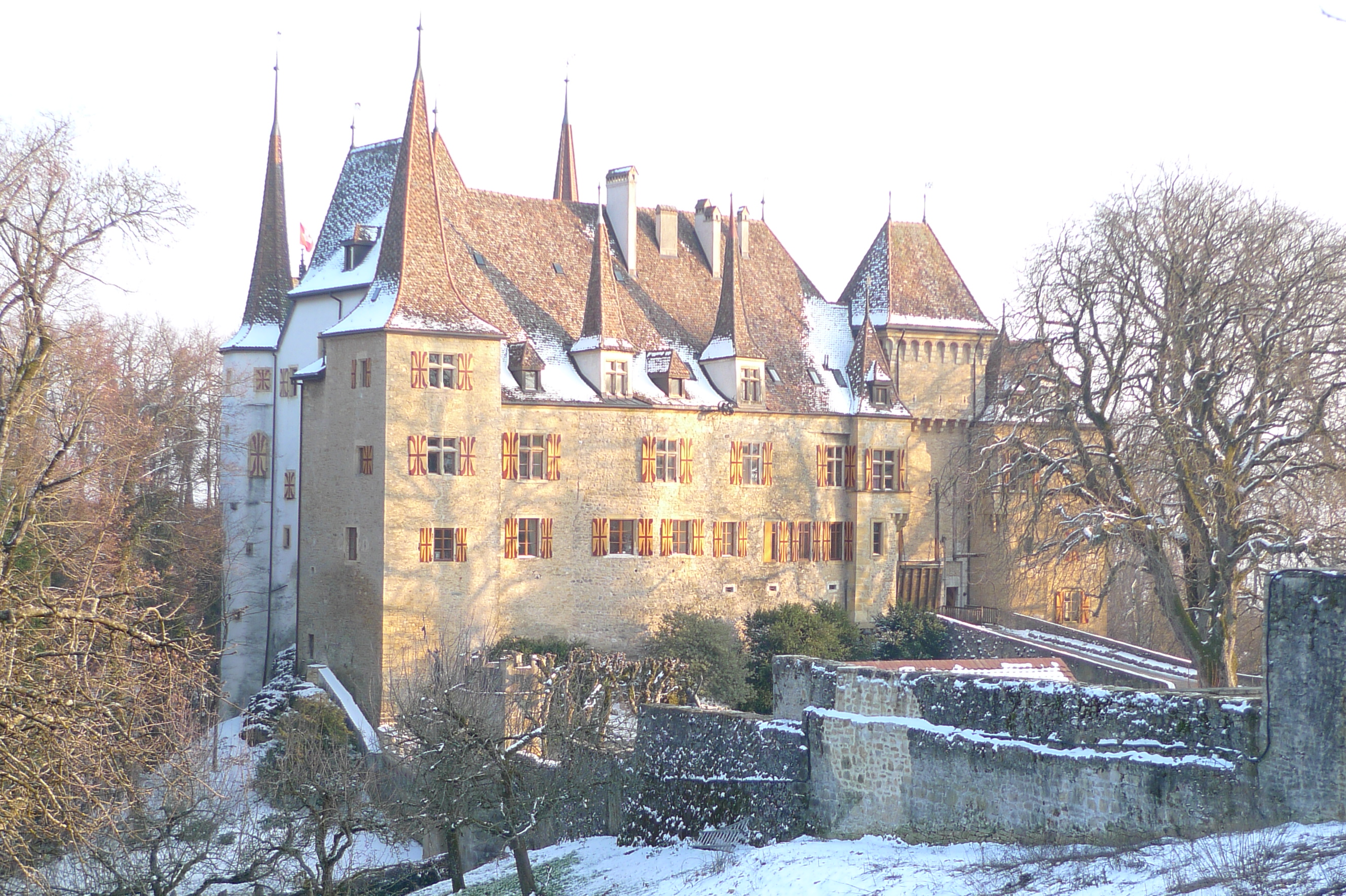
Vue du château de Gorgier en hiver.

Situé à 515 m d’altitude sur un promontoire rocheux entouré par deux ruisseaux encaissés, le château de Gorgier domine le littoral nord du lac de Neuchâtel. Remarquablement conservé, il forme une pittoresque résidence aujourd'hui néo-gothique et néo-renaissance, mais dont le noyau le plus ancien remonte à la tour des premiers seigneurs de Gorgier (à la fin du XIIe siècle sans doute),. Il est au cœur d’un ensemble de dépendances de grande qualité (ferme, pigeonnier, serre, etc.).
Mentionné dans les textes en 1299 pour la première fois, le château est alors possession des seigneurs d'Estavayer, tout en étant inféodé aux comtes de Neuchâtel dès 1344. À cette époque, les divers locaux d'habitation et de services s'organisaient autour d'un espace central à proximité de la tour seigneuriale. Racheté par Jean de Neuchâtel-Vaumarcus en 1433, le château connaît une reconstruction très importante par Claude III de Neuchâtel à partir de 1568. Pont-levis, fossés, jardins et dépendances datent du XVIe siècle, la tour d’escalier, au sud, avec sa porte Renaissance, est datée 1576. À la mort de Jacques-François de Neuchâtel en 1678, la seigneurie passe en mains de divers héritiers. En 1749, Frédéric II de Prusse inféode la terre de Gorgier à son conseiller Jean-Henri d’Andrié, puis à ses descendants jusqu’en 1813.
Au XIXe siècle, le château perd son caractère féodal pour devenir la résidence de riches négociants et industriels. Au gré des chantiers successifs, le château est habillé d'une architecture alliant références médiévales et Renaissance. La famille Pourtalès-Gorgier étant propriétaire (1813-1879), les bâtiments subissent des transformations importantes, notamment l'assainissement des prisons, entre 1814 et 1826, le portail néo-gothique vers 1826, l’aile néo-renaissance au cours des années 1840 sous la direction de l’architecte James-Victor Colin. L’ancien bâtiment de la dîme disparaît au profit d’une terrasse s’ouvrant largement vers le sud et d’une sorte de tour à l’ouest. Véranda mauresque de 1859 et chapelle néo-gothique de 1860 avec des vitraux de Lucien-Léopold Lobin, de Tours, complètent l'ensemble. En 1879-1880, le banquier Alphonse-Henri Berthoud étant devenu propriétaire, interviennent également William Mayor, architecte, et Auguste Bachelin, peintre. En témoignent la tour à l’est du portail d’entrée et de nombreuses transformations intérieures. Restauration générale en 1897-1905 pour le banquier Auguste-Antoine Borel par l’architecte Léo Châtelain. En 1899, la propriété bénéficie d’une électrification précoce, grâce à une usine électrique privée aménagée au nord de la propriété. Nouvelle restauration générale et apports contemporains de 2001 à 2010 par l’architecte Daniel-André Porret. Le château et certaines annexes sont protégés au titre de monument historique.

Vues du château de Gorgier
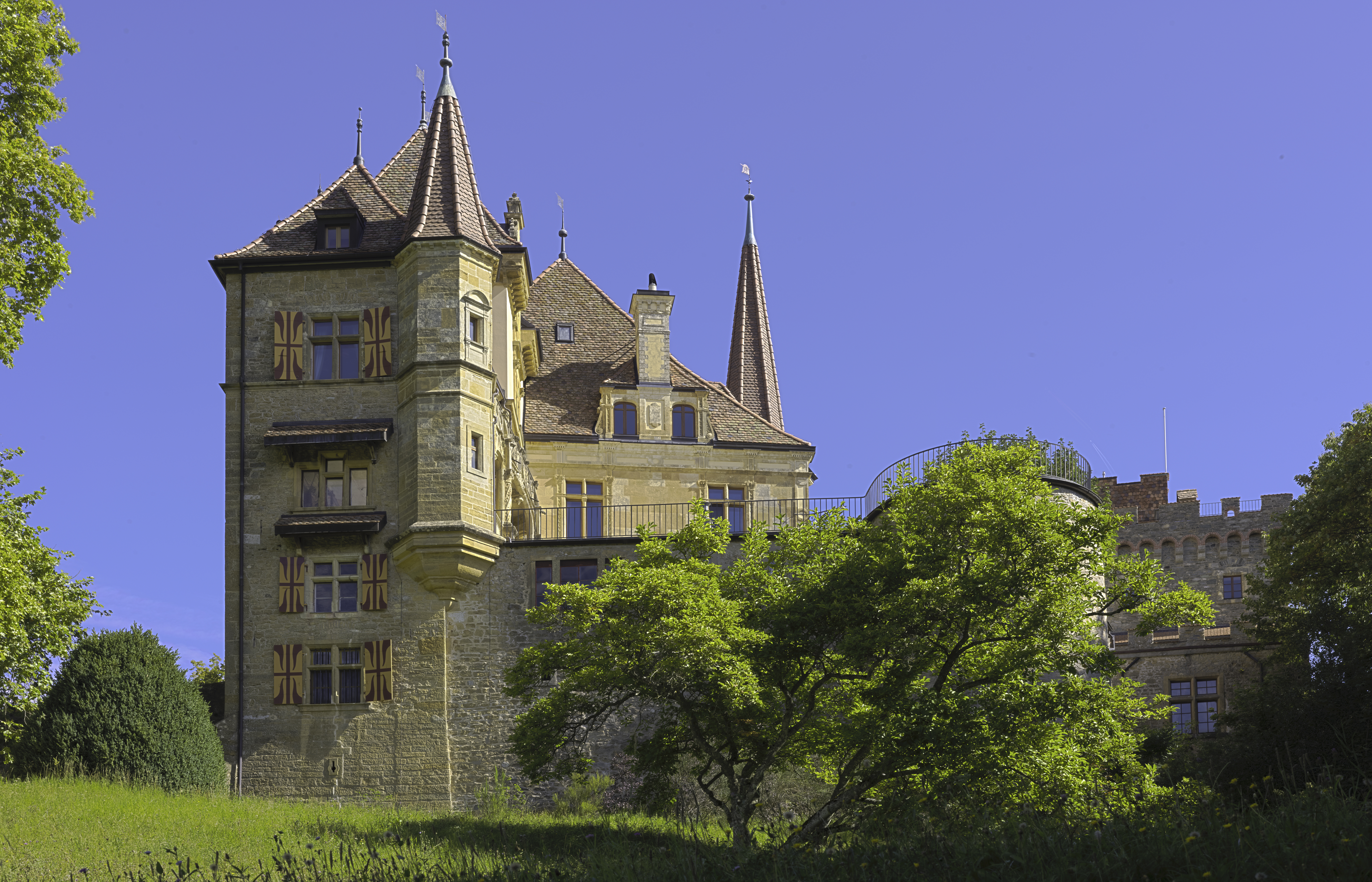
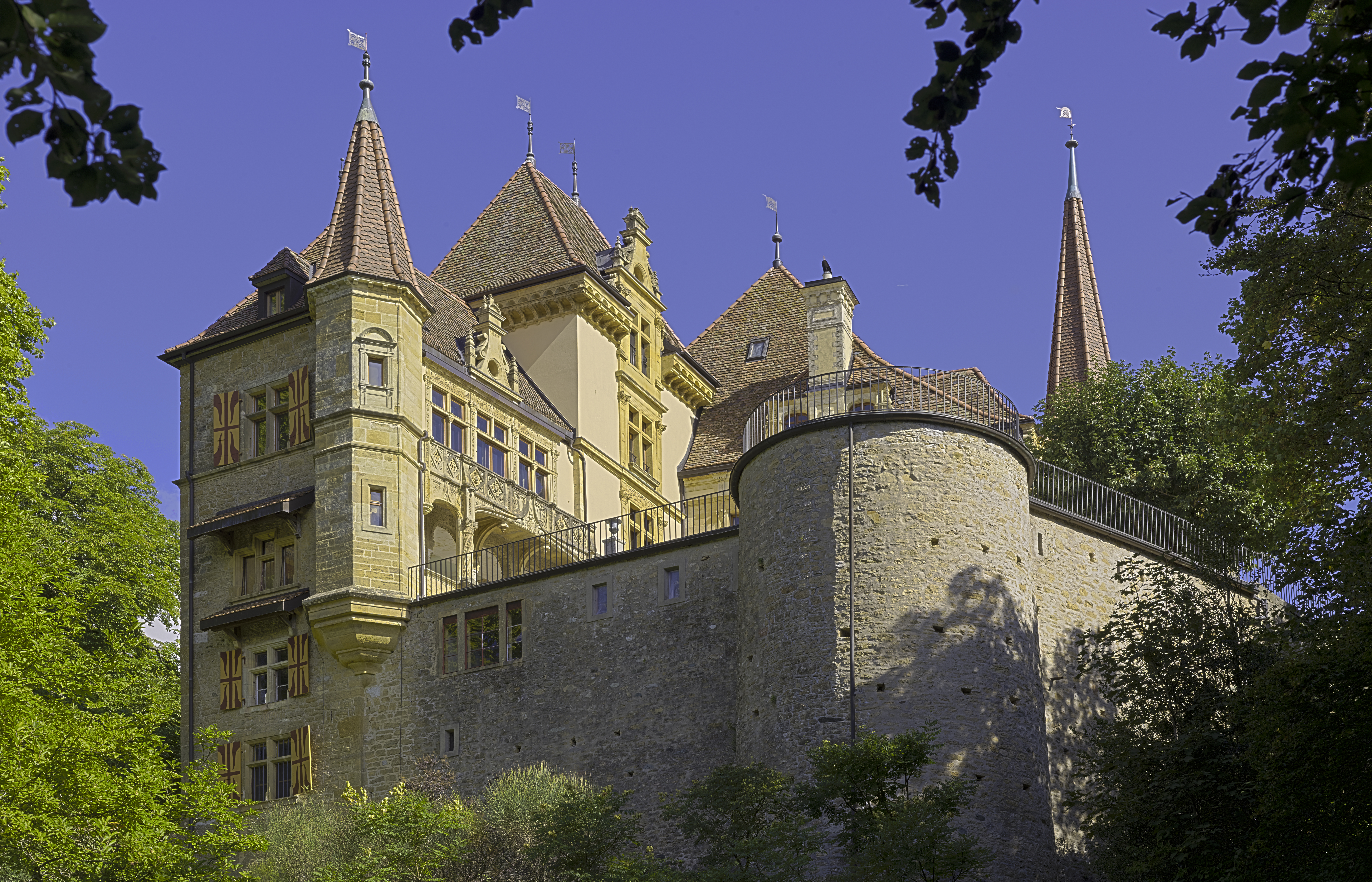
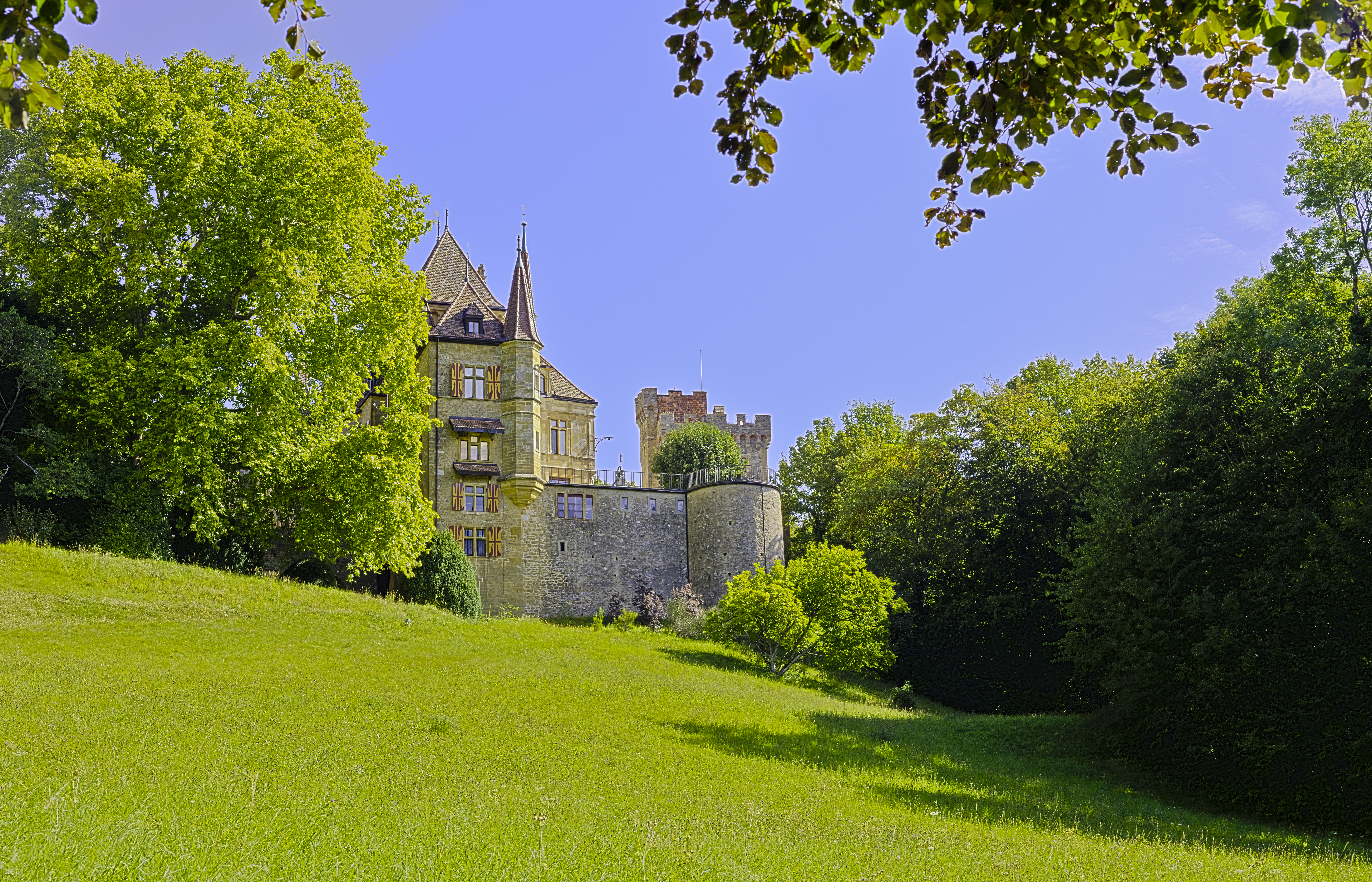

Vues détaillées du château de Gorgier
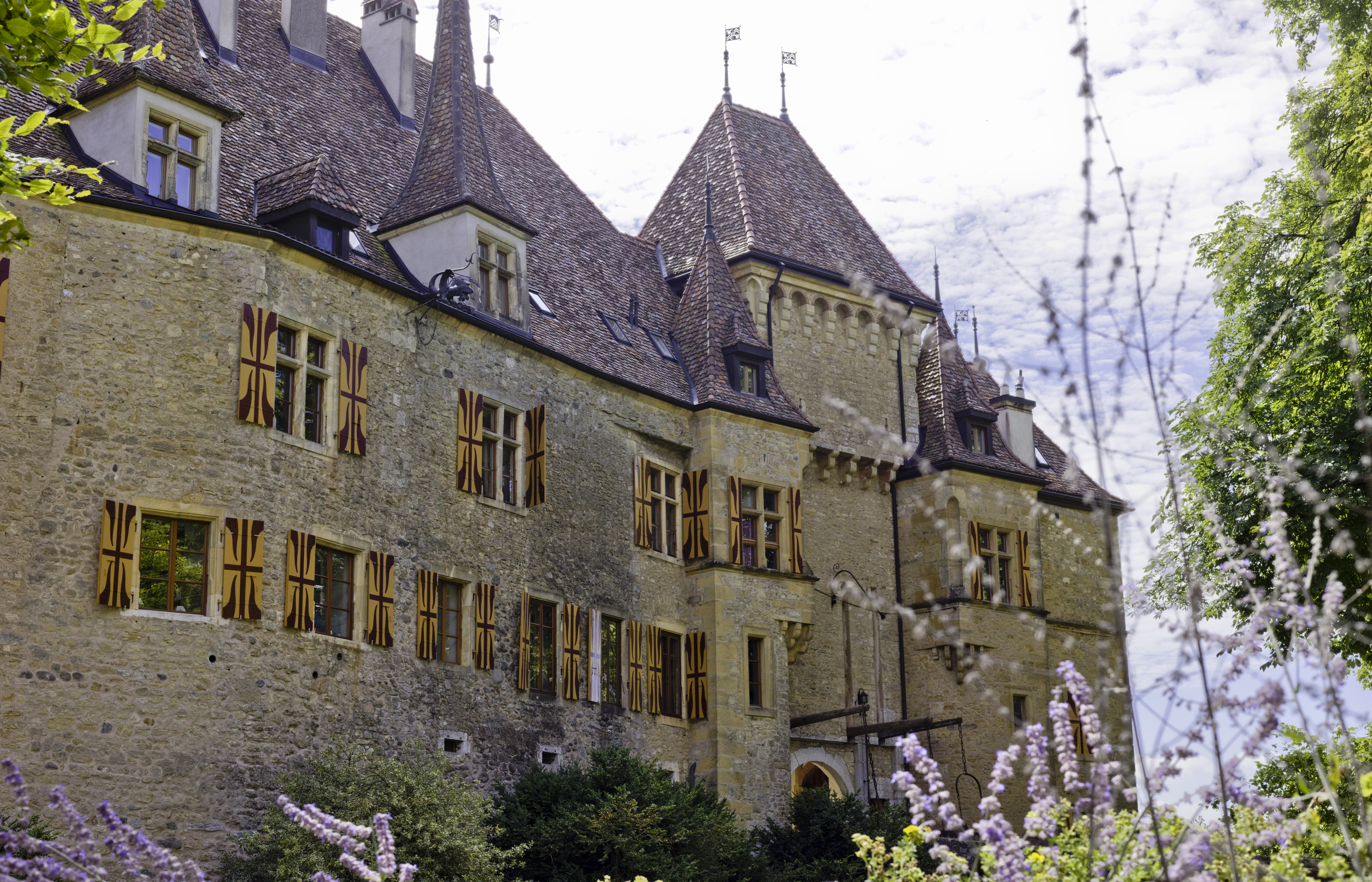
Façade.
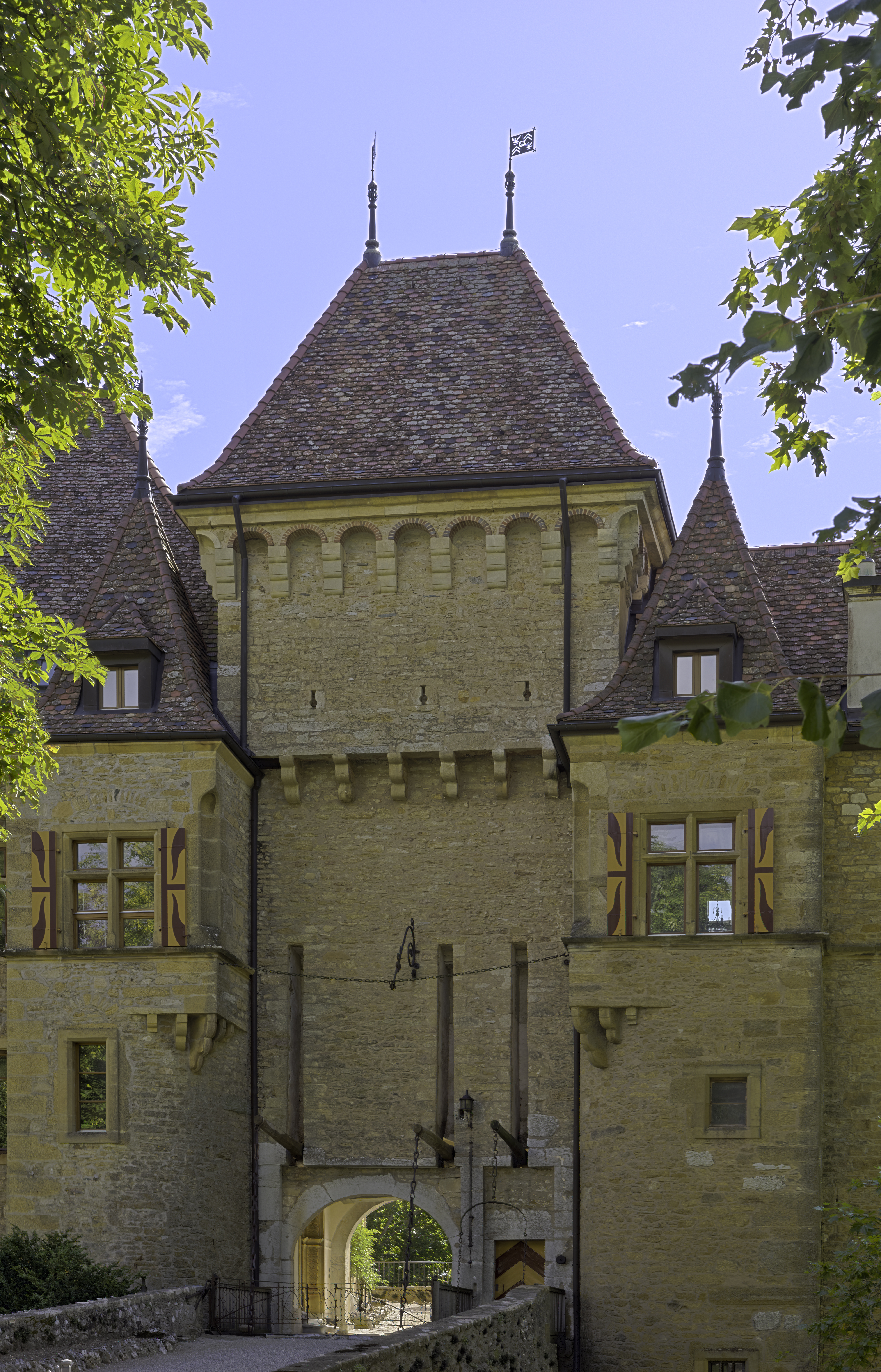
Porte.

### Le pavillon des bains
Ce petit pavillon de bains a été construit en 1907 à la suite de l'incendie d'installations plus anciennes. Il appartenait à Auguste-Antoine Borel, banquier, qui avait acheté le château de Gorgier quelques années auparavant. L'architecte Léo Châtelain, qui s'était chargé des transformations du château, pourrait en être l'auteur. La petite construction évoquant la pagode reflète l'engouement pour les baignades lacustres au début du XXe siècle, ainsi qu'un certain goût pour l'exotisme. Les hommes et les femmes disposent de cabines séparées. En 1997, les détails constructifs extrêmement soignés lui ont valu une protection au titre de monument historique. En 2000, le pavillon a été restauré et transféré en face de la plage de Chez-le-Bart.

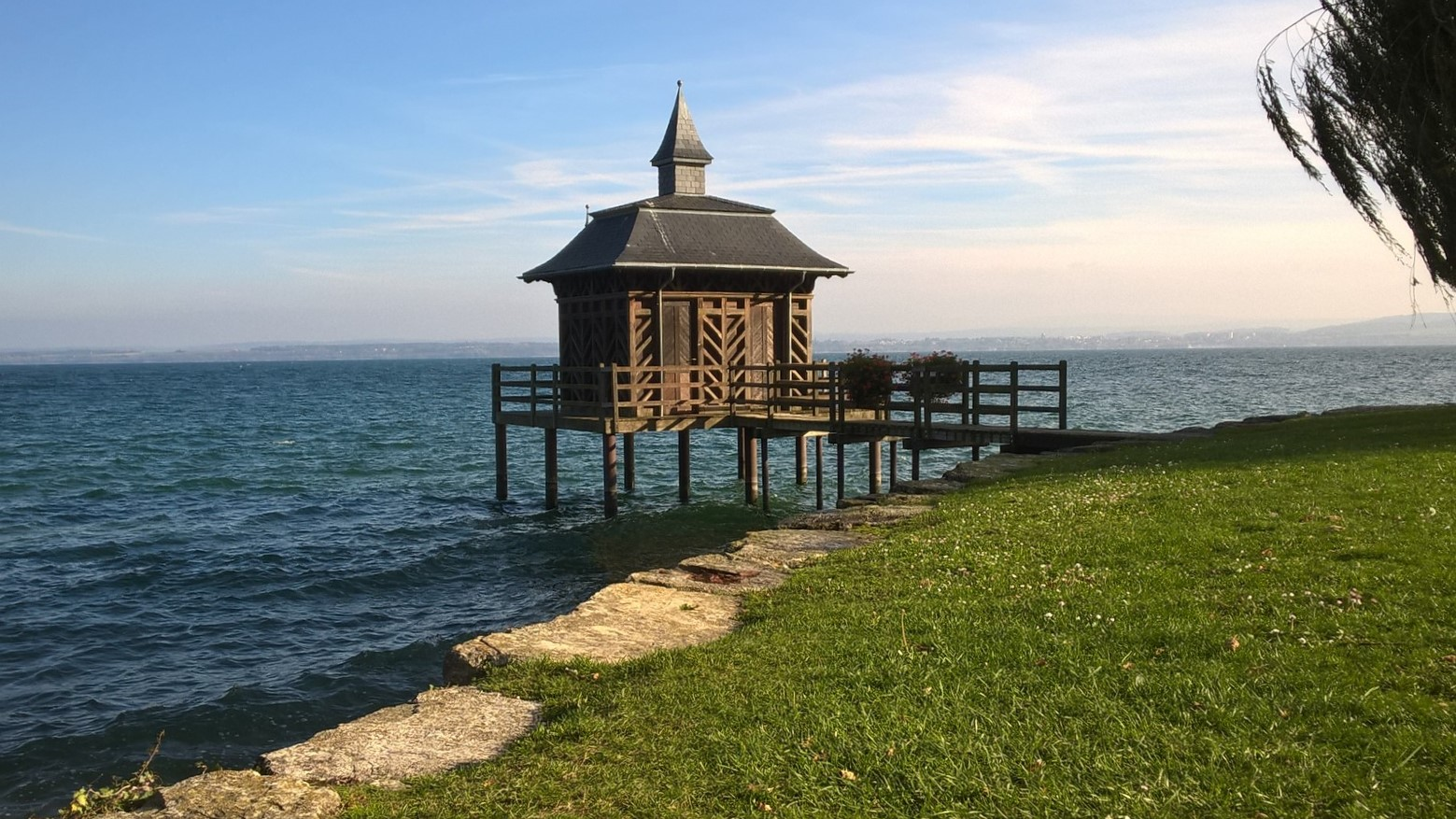
Pavillon des bains.
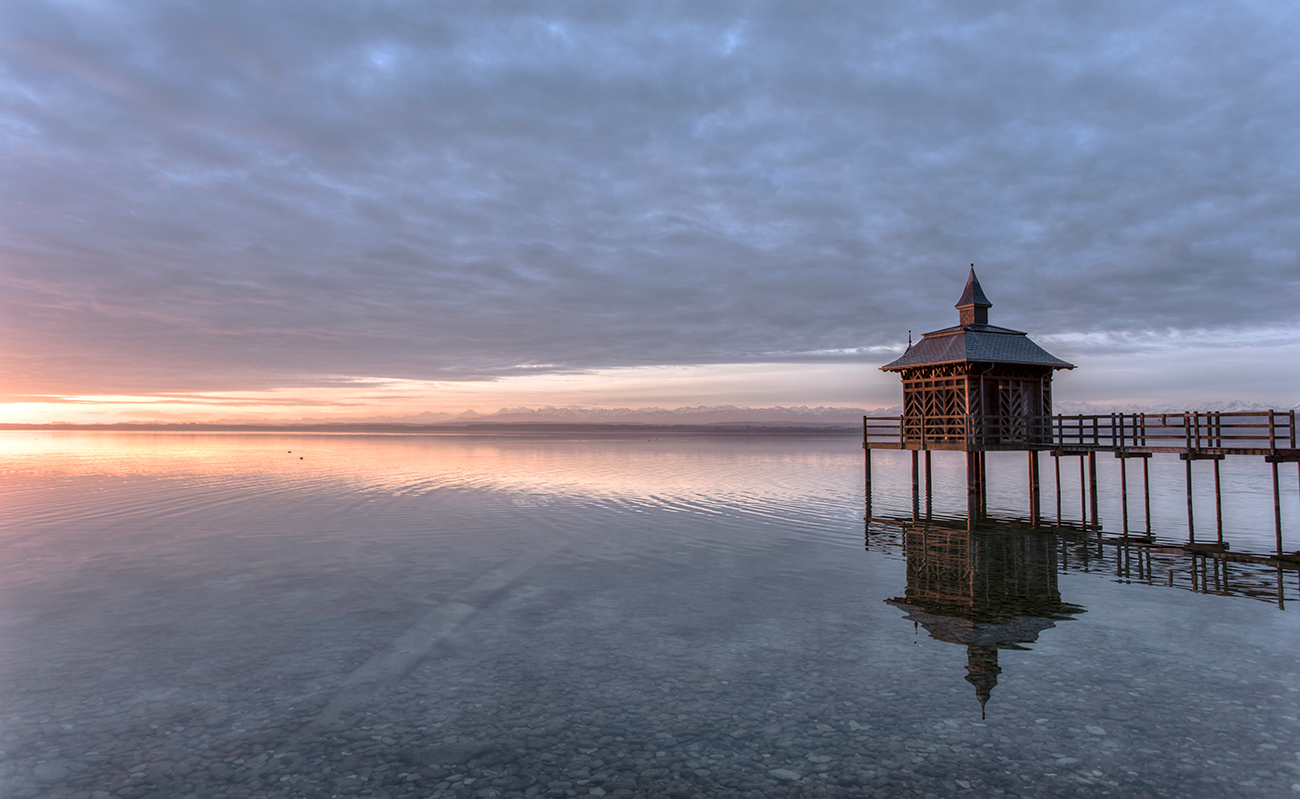
Pavillon des bains au soleil couchant.
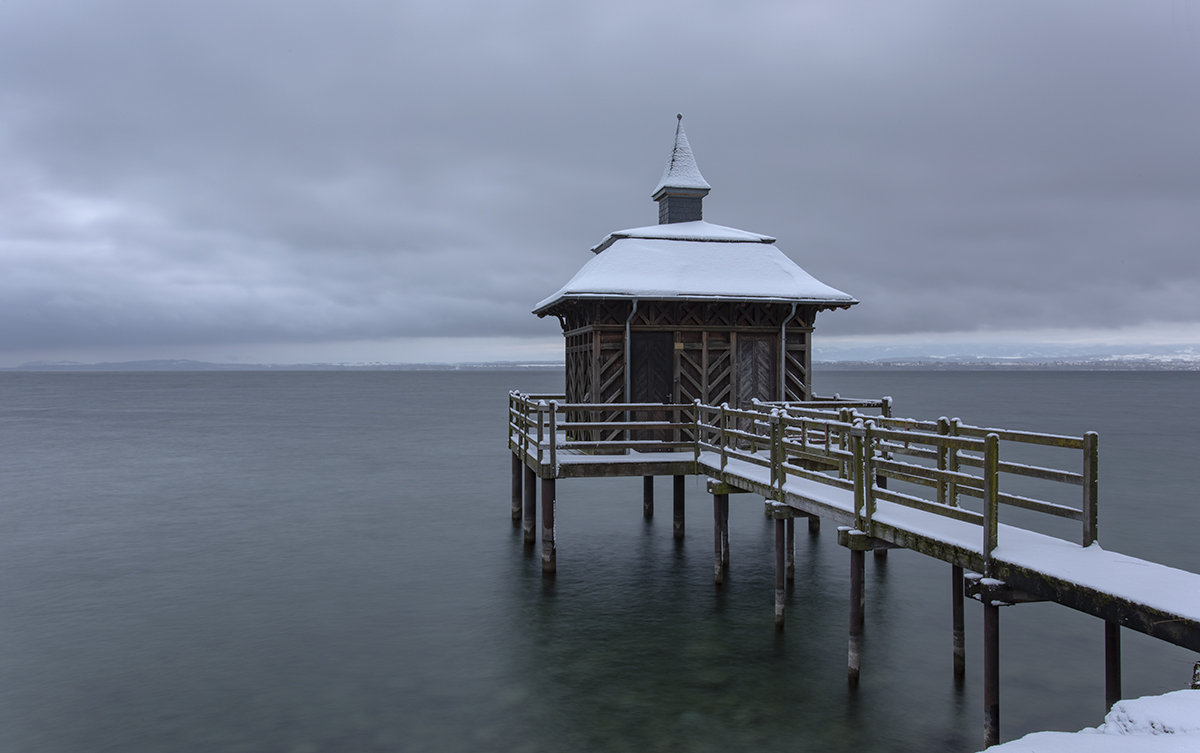
Pavillon des bains en hiver.

### L'ancien lavoir

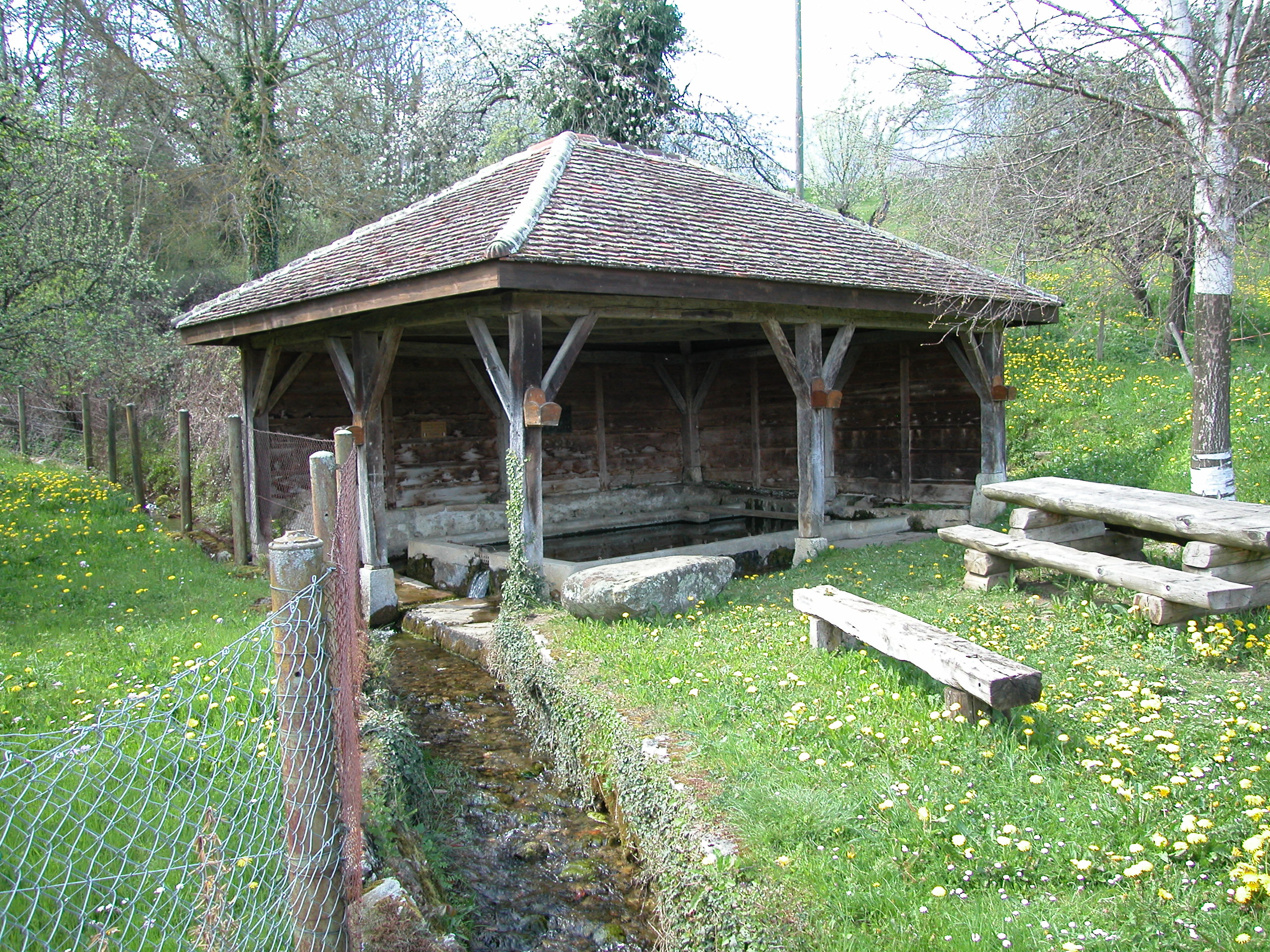
Lavoir en 2010.

Le lavoir public de Bréna (Brenaz) est l’un des plus anciens du canton puisqu'il est mentionné dans les archives en 1668 déjà. Aménagé sur un ruisseau précédemment utilisé pour laver le linge, le double bassin est abrité sous une toiture à croupes supportée par huit poteaux en chêne. Douze lessiveuses pouvaient s’y côtoyer, chacune avec sa planche à frotter le linge. Il a été restauré en 1985-1986 et jouit d'une protection au titre de monument historique depuis 1987,.

### Ferme Robert au bas du Creux-du-Van

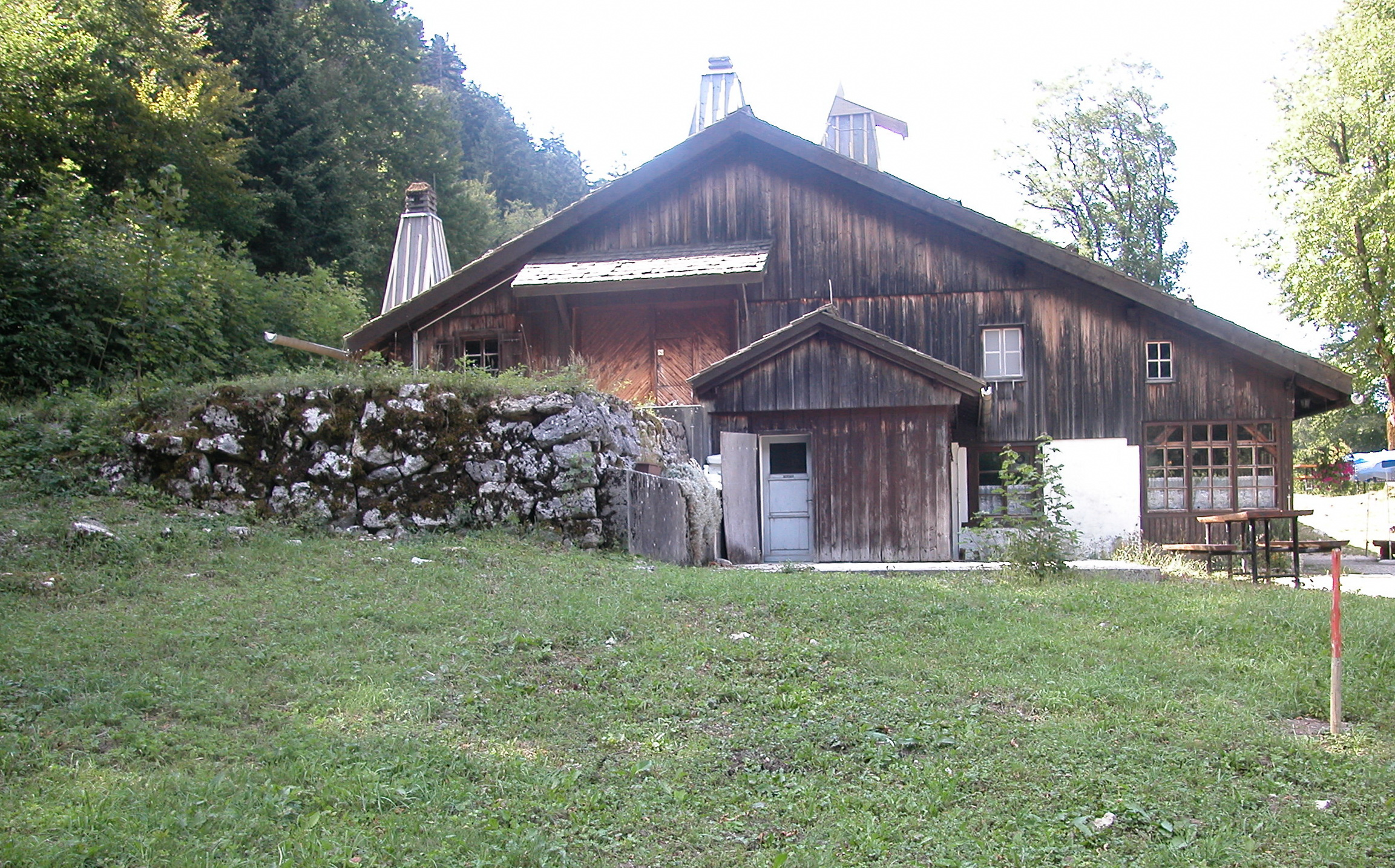
L'arrière de la ferme Robert en 2005.

Éloignée des bords du lac et accessible depuis Noiraigue, la Ferme Robert est un édifice qui jouit d'une protection au titre de monument historique depuis 1977. Il s'agit à l’origine une maison paysanne édifiée en 1750. Son noyau initial – une ferme à pignon frontal avec des murs coupe-vent et une couverture de bardeaux – est encore visible, malgré les nombreux agrandissements qu’a connus le bâtiment au fil de son existence. Quelques baies à encadrements de calcaire et de granit subsistent en façade nord-ouest,. Une reproduction du bâtiment connaît un franc succès lors de l'Exposition nationale de 1896 à Genève. Sise au cœur du « village suisse », elle semble marquer les esprits par « les inénarrables fondues » servies aux visiteurs autant que par son architecture traditionnelle du Jura neuchâtelois. Auberge depuis plus d’un siècle, la Ferme Robert dispose aujourd’hui d’un centre d’interprétation de la nature, de possibilités d’hébergement et d’un restaurant.   